# Saint-Jacques-de-la-Lande
 Saint-Jacques-de-la-Lande  es una población y comuna francesa, situada en la región de Bretaña, departamento de Ille y Vilaine, en el distrito de Rennes y cantón de Rennes-Sud-Ouest.

## Demografía
| 788 | 523 | 731 | 788 | 772 | 714 | 796 | 907 | 924 | 901 | 917 | 930 | 997 | 1 037 | 1 140 | 1 170 | 1 125 | 1 101 | 1 056 | 1 082 | 1 241 | 1 641 | 1 812 | 2 080 | 2 205 | 3 472 | 4 637 | 6 587 | 6 881 | 6 324 | 6 189 | 7 582 |
| Para los censos de 1962 a 1999 la población legal corresponde a la población sin duplicidades (Fuente: INSEE [Consultar]) |     |     |     |     |     |     |     |     |     |     |     |     |       |       |       |       |       |       |       |       |       |       |       |       |       |       |       |       |       |       |       |

## Algunas imágenes

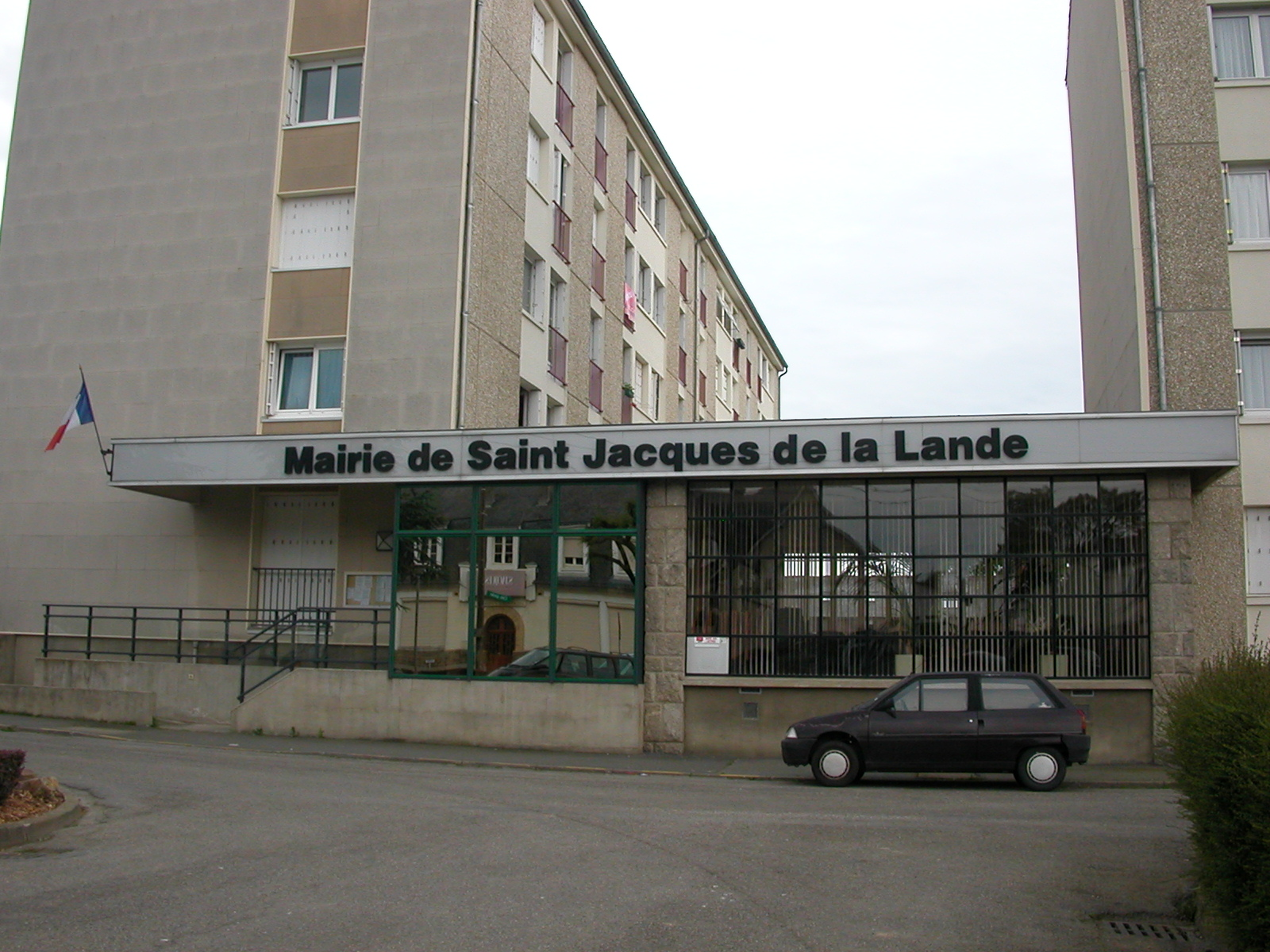
La alcaldía
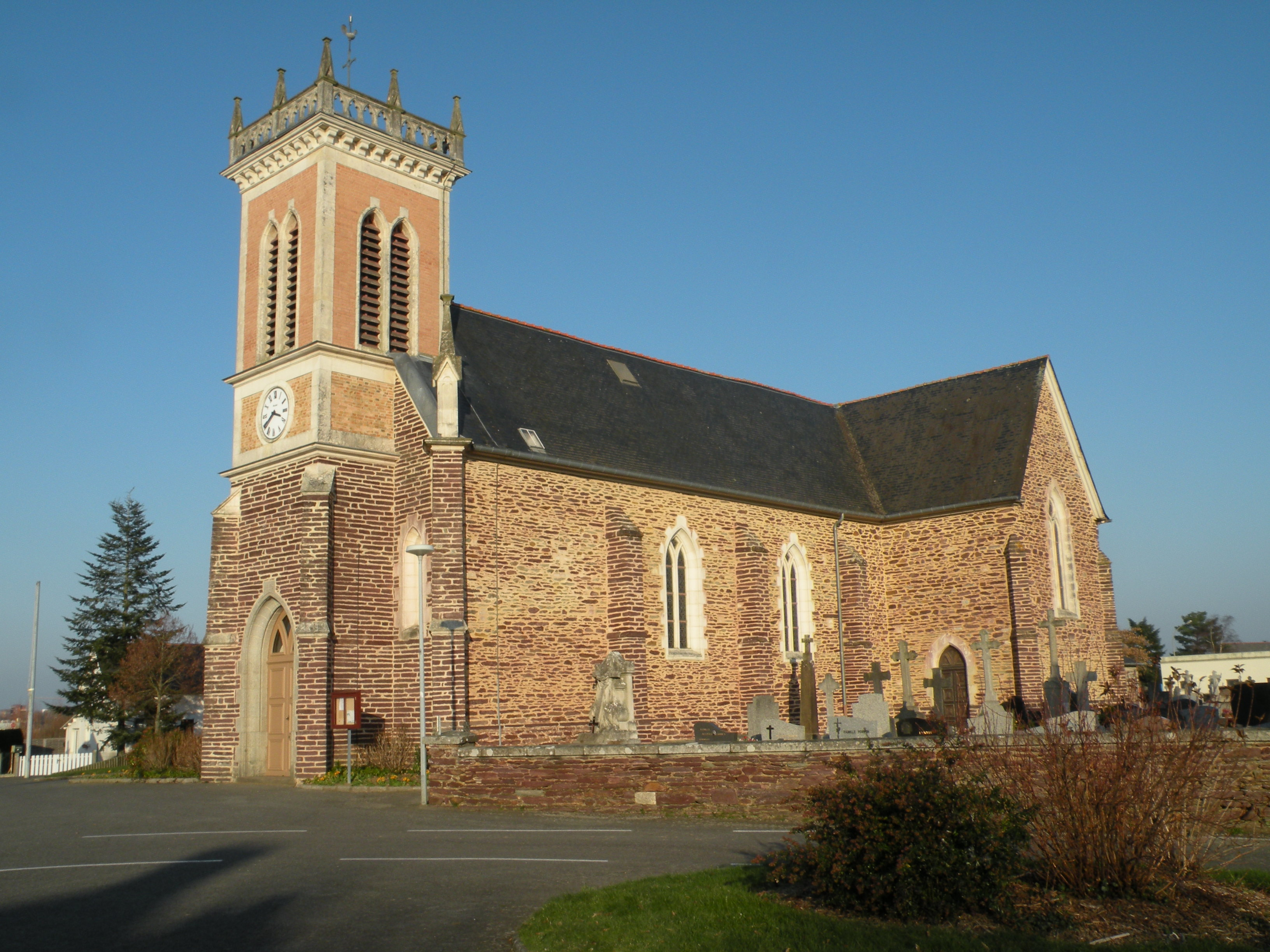
Iglesia